# Bret Harte
Francis Bret Harte (n. 25 august 1836 - d. 6 mai 1902) a fost un scriitor american.
A fost principalul exponent al școlii Local Color.
În scrierile sale, inspirate în special din viața primilor căutători de aur, apar personaje bizare, de un pitoresc romantic și aflate în situații-limită.
Harte a fost editor al publicației literare Overland Monthly.

## Scrieri
- Outcroppings (1865), editor
- Condensed Novels and Other Papers (1867); ro.: Romane scurte și alte scrieri
- Tennessee's Partner (povestire; 1869); ro.: „Asociatul lui Tennessee”, în culegerea Surghiuniții din Poker Flat, Editura Pentru Literatura Universală, 1965. Traducător  Ticu Arhip
- "The Outcasts of Poker Flat" (povestire, 1869); ro.: „Surghiuniții din Poker Flat”, în culegerea Surghiuniții din Poker Flat, Editura Pentru Literatura Universală, 1965. Traducător  Ticu Arhip
- "Tennessee's Partner" (povestire, 1869)
- The Luck of Roaring Camp, and Other Sketches (1870); ro.: „Norocel din Roaring Camp”, în culegerea Surghiuniții din Poker Flat, Editura Pentru Literatura Universală, 1965. Traducător  Ticu Arhip
- "Plain Language from Truthful James", sau "The Heathen Chinee" (poezie, 1870)
- Poems (1871)
- The Heart's Foundation (1873)
- The Tales of the Argonauts (1875); ro.: Povestirile argonauților
- Gabriel Conroy (roman, 1876)
- Two Men of Sandy Bar (1876)
- Thankful Blossom (1877)
- Drift from Two Shores (1878)
- An Heiress of Red Dog, and Other Tales (1879)
- The Sharpshooter (1880)
- Flip and Found at Blazing Star (1882)
- Rushing Legs Weep (1884)
- By Shore and Sedge (1885)
- The Piled River (1886)
- A Millionaire of Rough-And-Ready and Devil's Ford (1887)
- The Crusade of the Excelsior (1887)
- The Argonauts of North Liberty (1888)
- Cressy (1889)
- A First Family of Tasajara (1892); ro.: Prima familie din Tasajara, Editura Junimea, 1978. Traducător: Alfred Neagu
- Colonel Starbottle's Client, and some other people (1892)
- A Protégée of Jack Hamlin's; and Other Stories (1894)
- Barker's Luck etc. (1896)
- Tales of Trail and Town (1898)
- Stories in Light and Shadow (1898)
- Under the Red-Woods (1901)
- Her Letter, His Answer, and Her Last Letter[12] (1905)

- Fiul pistolarului
- Coliba blestemată
- Prietenul meu vagabondul
- La capătul canionului
- Povești din Țara Aurului
- California
- Ce aduce uraganul, traducere de V. Marcian